# La sagra del delitto
La sagra del delitto (titolo orig. Dead Man's Folly) è un romanzo poliziesco scritto da Agatha Christie, pubblicato nell'ottobre 1956. Vi compaiono Hercule Poirot e Ariadne Oliver. 

## Trama

### Introduzione
La famosa scrittrice Ariadne Oliver è incaricata di organizzare un finto delitto in occasione di una sagra che si terrà presso Nasse House, nel Devon. Si accorge però che qualcosa non va e chiama ad investigare Hercule Poirot. Tutto pare andare per il meglio, quando il giorno della sagra la ragazza che deve interpretare la vittima viene trovata strangolata e la padrona di casa scompare.

### Intreccio
Mentre si sta recando a Nasse House, Poirot dà un passaggio in macchina a due giovani autostoppiste – una olandese e una italiana – che abitano nell'ostello della gioventù adiacente alla tenuta. Una volta arrivato, la signora Oliver gli confida di credere che tutto il suo programma sia stato influenzato, anche se in modo impercettibile, dai consigli delle altre persone della casa, in modo quasi da mettere in scena un vero omicidio, anziché una finzione.
Il proprietario di Nasse House è George Stubbs, un uomo ricco che ha adottato il falso titolo di “sir” per rafforzare la sua posizione nella comunità locale. Sua moglie Hattie, molto più giovane di lui, che sembra abbastanza stupida ed impressionabile, gli è stata presentata da Amy Folliat, l'unica superstite della famiglia a cui una volta apparteneva la casa. Adesso che i suoi figli sono stati tutti uccisi in guerra, la signora Folliat vive nella piccola Lodge House, una volta la portineria. Tra gli ospiti di Nasse House c'è anche l'architetto Michael Weyman, che critica la scelta fatta molti anni prima di costruire una follia architettonica in un punto sbagliato del giardino; frequentano abitualmente la tenuta anche la signora Masterton, l'autoritaria moglie di un politico locale, e i giovani coniugi Legge, in villeggiatura per un paio di mesi nel Devon.
Nel giorno della festa, Hattie scopre che un suo cugino, Etienne de Sousa, sta per venire a trovarla, e sembra molto spaventata, riferendosi a lui come ad un assassino. Alla festa, una giovane scout, Marlene Tucker, deve fare la parte della morta, e si trova nella rimessa delle barche aspettando che arrivi qualche partecipante per fare il suo ruolo, quando all'improvviso si avvicina qualcuno. Poirot, nel frattempo, sta osservando gli spostamenti dei vari visitatori all'interno e all'esterno della tenuta. Più tardi, l'investigatore e la signora Oliver scoprono il cadavere di Marlene nella rimessa delle barche, e si scopre che Hattie è sparita. Sia la polizia che Poirot sono inizialmente in difficoltà.
Le investigazioni si concentrano su Etienne de Sousa, un ricco giovane che non mostra preoccupazione per la scomparsa di Hattie ed è arrivato in perfetto orario per commettere l'omicidio. Un altro sospetto è Amanda Brewis, la segretaria di George, che è innamorata del suo principale. La donna afferma di essere stata mandata alla rimessa da Hattie per portare alla ragazza viveri e bevande, e quando è arrivata lì Marlene era viva e vegeta. Il preoccuparsi per la ragazza però non sembra per niente nelle corde di Hattie, che non pensava che a sé stessa. Ulteriore confusione la provoca lo strano comportamento dei Legge (più tardi si scopre che questo era dovuto al lavoro di fisico nucleare dell'uomo).
L'attenzione di Poirot si catalizza su Amy Folliat, che sembra sapere molto più di quanto voglia ammettere. Dopo che il vecchio marinaio Merdell muore, l'investigatore scopre che era il nonno di Marlene. A questo punto Poirot può mettere insieme i vari indizi: Marlene aveva detto che suo nonno aveva visto qualcuno seppellire una donna nel bosco; Marlene era tipo da poter ricattare il colpevole, ed aveva ricevuto delle piccole somme di denaro proprio prima della sua morte; Merdell aveva detto a Poirot che “ci sarebbero sempre stati Folliat a Nasse House”.
Alla fine della storia Poirot rivela che George Stubbs non è altri che il figlio minore di Amy Folliat, James, che non era morto cercando di battere un record in aereo come si credeva. Sua madre l'aveva fatto sposare con Hattie, una giovane molto ricca, anche se un po' debole di mente, permettendogli così di crearsi una nuova identità e ricomprarsi Nasse House. All'insaputa di Amy, però, George/James era già sposato, e poco dopo aver preso possesso di Nasse House, aveva ucciso Hattie, e l'aveva sostituita con la sua vera moglie, una giovane italiana. Il cadavere di Hattie era stato seppellito nel terreno dove poi sarebbe stata costruita la follia.
Marlene aveva scoperto tutto questo dalle parole di suo nonno, e George e sua moglie avevano deciso che era meglio ucciderla piuttosto che continuare a farsi ricattare dalla ragazza. Il giorno prima della festa, la finta Hattie comincia a crearsi la nuova identità di giovane turista italiana che risiedeva nell'ostello. Nel giorno dell'omicidio, la donna aveva fatto entrambe le parti, sia quella di Hattie che quella della turista, aveva ucciso Marlene e poi se ne era andata vestita da giovane turista, con gli abiti di Hattie nello zaino. La coppia diabolica aveva scelto il giorno della festa per mettere in atto il piano, in modo da far sospettare Etienne, che li aveva avvisati diverso tempo prima della sua visita, non all'ultimo come avevano fatto credere.

## Personaggi
- Hercule Poirot, famoso investigatore
- Ariadne Oliver, scrittrice di libri gialli
- Sir George Stubbs, proprietario di Nasse House
- Lady Hattie Stubbs, moglie di sir George
- Amy Folliat, antica proprietaria di Nasse House
- Amanda Brewis, governante
- Etienne De Sousa, cugino di Hattie
- Alec Legge, giovane scienziato
- Sally Legge, moglie di Alec
- Signor Masterton, deputato di Nassecombe
- Signora Masterton, moglie del deputato
- Merdell, il vecchio marinaio e nonno di Marlene

## Edizioni italiane
- La sagra del delitto, traduzione di Paola Franceschini, Il Giallo Mondadori n.446, Milano, Mondadori, 17 agosto 1957. - Prefazione e postfazione di Stefano Benvenuti, Collana Oscar n.1107 (Oscar Gialli n.47), Mondadori, 1979; Milano, Euroclub, 1984; Collana Oscar Narrativa n.1498, Mondadori, 1995.
- La sagra del delitto, traduzione di Grazia Maria Griffini, I Classici del Giallo Mondadori n.454, Milano, Mondadori, giugno 1984. - I Classici del Giallo Mondadori n.621, novembre 1990; Edizione illustrata e annotata, Presentazione di Gianni Rizzoni, Collezione Agatha Christie, Milano, CDE, 1992; Collana Oscar Gialli, Mondadori, 2019, ISBN 978-88-047-0912-1.

## Adattamenti
- Agatha Christie: Caccia al delitto (Dead Man's Folly), 1986, film televisivo di Clive Donner, con Peter Ustinov, Jean Stapleton, Constance Cummings e Tim Pigott-Smith.
- La sagra del delitto (Dead Man's Folly), 2013, episodio di Tom Vaughan con David Suchet, Sean Pertwee, Zoë Wanamaker e Martin Jarvis.[1]